# Žabokreky nad Nitrou
Žabokreky nad Nitrou (bis 1927 slowakisch „Nitrianske Žabokreky“; ungarisch Nyitrazsámbokrét) ist eine Gemeinde in der Slowakei. Sie liegt in der Region Horná Nitra im Tal des gleichnamigen Flusses, 6 km westlich der Stadt Partizánske.

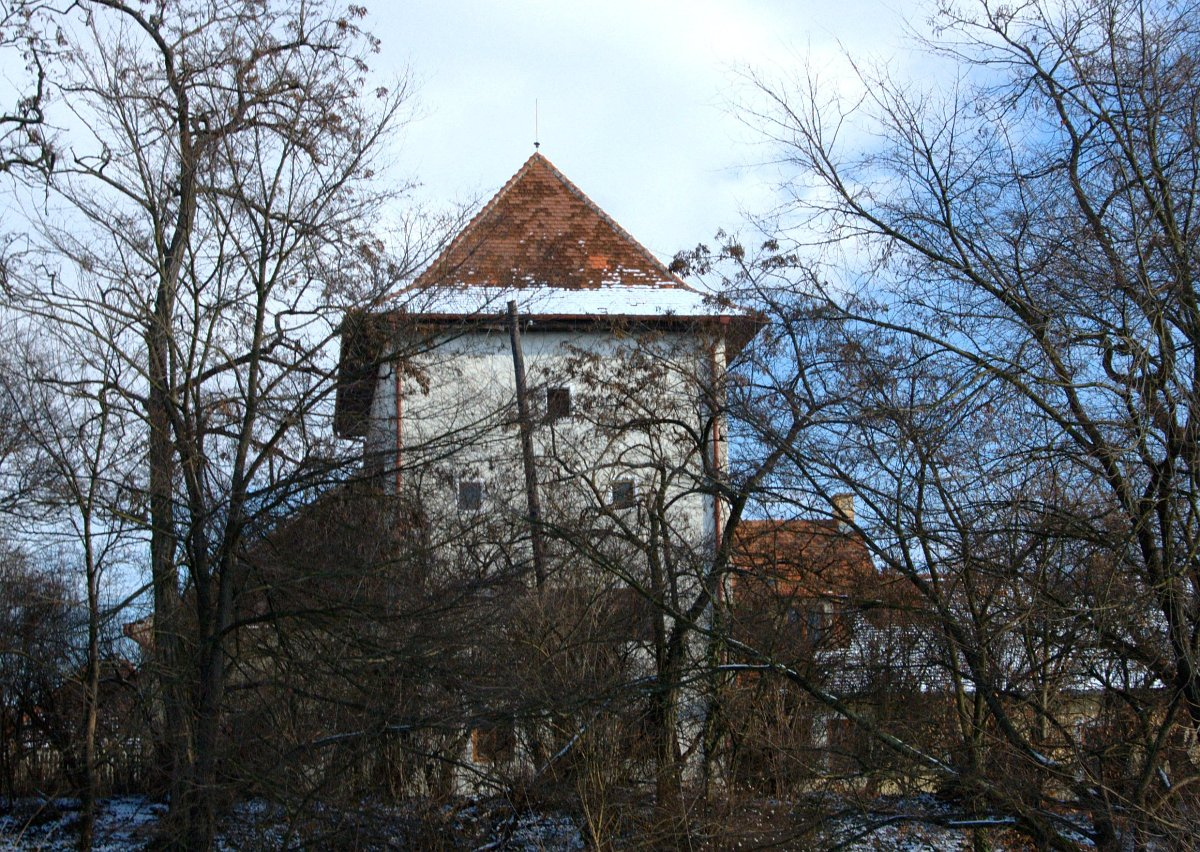
Kirche

Der Ort wurde erstmals 1291 als Sebakereky erwähnt. 
2001 gab es im Ort 1628 Einwohner, davon 1596 Slowaken.
Im Ort gibt es eine katholische Kirche von 1913, einen um 1320 erbauten Turm der im 20. Jahrhundert zu einem Haus umgebaut wurde, eine Kurie von 1840 und ein Mausoleum von 1910.

## Bevölkerung
| Jahr                | 1994 | 2004    | 2014    | 2024    |
| ------------------- | ---- | ------- | ------- | ------- |
| Anzahl der Personen | 1633 | 1658    | 1686    | 1710    |
| Unterschied         |      | +1,53 % | +1,68 % | +1,42 % |

| Jahr                | 2023 | 2024    |
| ------------------- | ---- | ------- |
| Anzahl der Personen | 1703 | 1710    |
| Unterschied         |      | +0,41 % |